# Норвей (Південна Кароліна)
Норвей (англ. Norway) — місто (англ. town) в США, в окрузі Оранджберг штату Південна Кароліна. Населення — 289 осіб (2020).

## Географія
Норвей розташований за координатами 33°26′59″ пн. ш. 81°7′36″ зх. д. / 33.44972° пн. ш. 81.12667° зх. д. (33.449755, -81.126672).  За даними Бюро перепису населення США в 2010 році місто мало площу 2,07 км², з яких 2,06 км² — суходіл та 0,01 км² — водойми.

## Демографія
Згідно з переписом 2010 року, у місті мешкало 337 осіб у 141 домогосподарстві у складі 96 родин. Густота населення становила 163 особи/км².  Було 166 помешкань (80/км²).
Расовий склад населення:
| - 54,0 % — чорних або афроамериканців - 40,1 % — білих - 0,6 % — корінних американців - 3,6 % — осіб інших рас |

До двох чи більше рас належало 1,8 %. Частка іспаномовних становила 3,9 % від усіх жителів.
За віковим діапазоном населення розподілялося таким чином: 16,3 % — особи молодші 18 років, 63,2 % — особи у віці 18—64 років, 20,5 % — особи у віці 65 років та старші. Медіана віку мешканця становила 45,9 року. На 100 осіб жіночої статі у місті припадало 106,7 чоловіків;  на 100 жінок у віці від 18 років та старших — 104,3 чоловіків також старших 18 років.
Середній дохід на одне домашнє господарство  становив 41 453 долари США (медіана — 32 500), а середній дохід на одну сім'ю — 51 129 доларів (медіана — 41 354). За межею бідності перебувало 25,7 % осіб, у тому числі 21,4 % дітей у віці до 18 років та 15,9 % осіб у віці 65 років та старших.
Цивільне працевлаштоване населення становило 106 осіб. Основні галузі зайнятості: освіта, охорона здоров'я та соціальна допомога — 34,9 %, виробництво — 19,8 %, публічна адміністрація — 8,5 %, мистецтво, розваги та відпочинок — 7,5 %.